# 梅小路共方
梅小路共方（うめこうじ ともかた、承応2年（1653年）12月14日 - 享保12年（1727年）7月3日）は、江戸時代中期の公卿。初名は梅小路共益。

## 官歴
- 寛文6年（1666年）：従五位上、民部大輔
- 寛文10年（1670年）：正五位下
- 延宝2年（1674年）：従四位上
- 天和2年（1682年）：正四位下
- 天和3年（1683年）：中宮亮
- 貞享3年（1686年）：従三位
- 元禄5年（1692年）：正三位
- 元禄10年（1697年）：参議
- 元禄11年（1698年）：踏歌外弁
- 元禄12年（1699年）：右兵衛督
- 宝永2年（1705年）：従二位
- 宝永5年（1708年）：権中納言
- 享保元年（1716年）：正二位
- 享保4年（1719年）：権大納言

## 系譜
- 父：梅小路定矩
- 子：梅小路共慶
- 子：梅小路定喬
- 子：三室戸資方